# Cliftonia monophylla
Cliftonia monophylla är en tvåhjärtbladig växtart som först beskrevs av Jean-Baptiste de Lamarck, och fick sitt nu gällande namn av Britt. och Charles Sprague Sargent. Cliftonia monophylla ingår i släktet Cliftonia och familjen Cyrillaceae. Inga underarter finns listade i Catalogue of Life.

## Bildgalleri

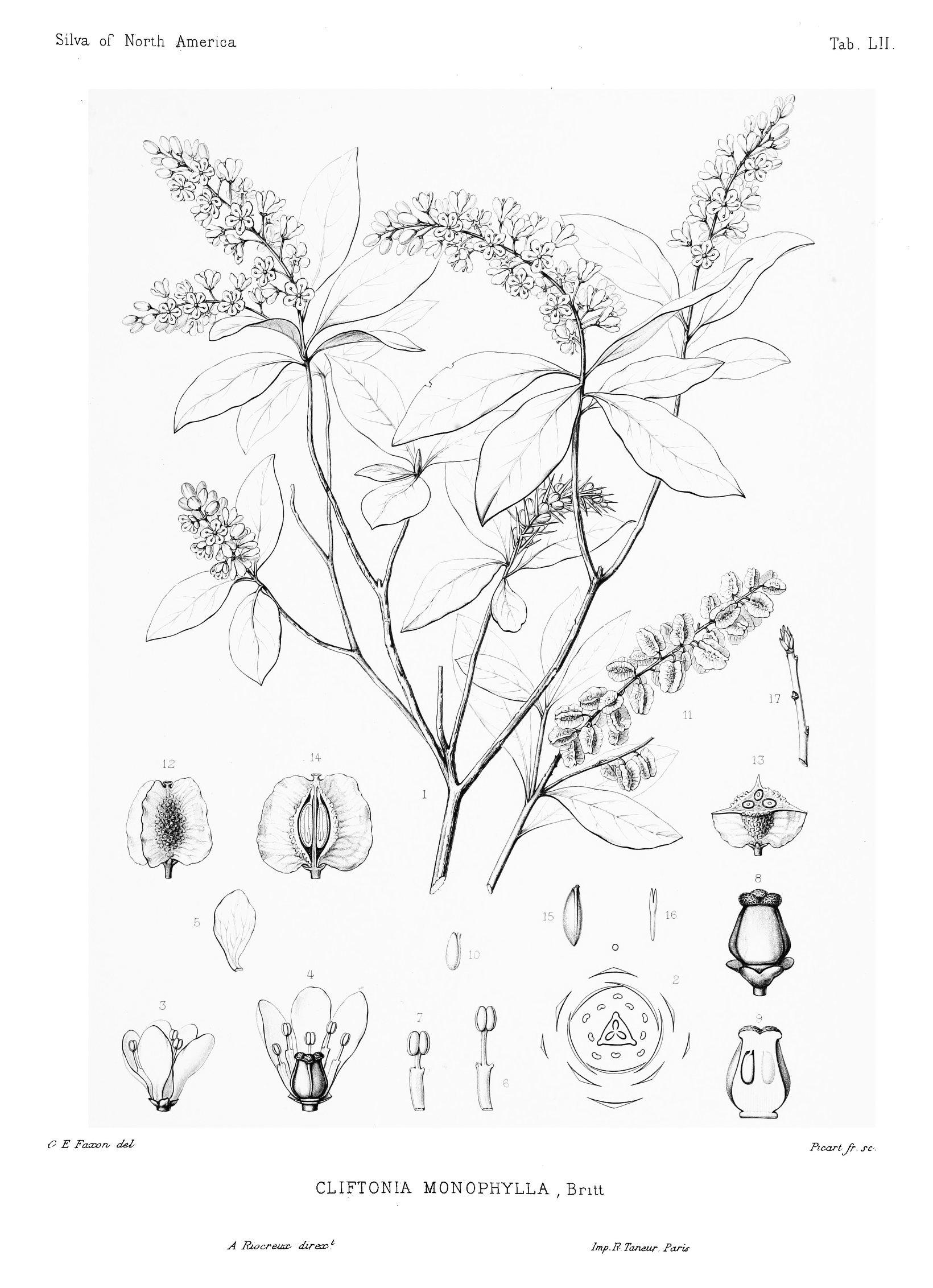
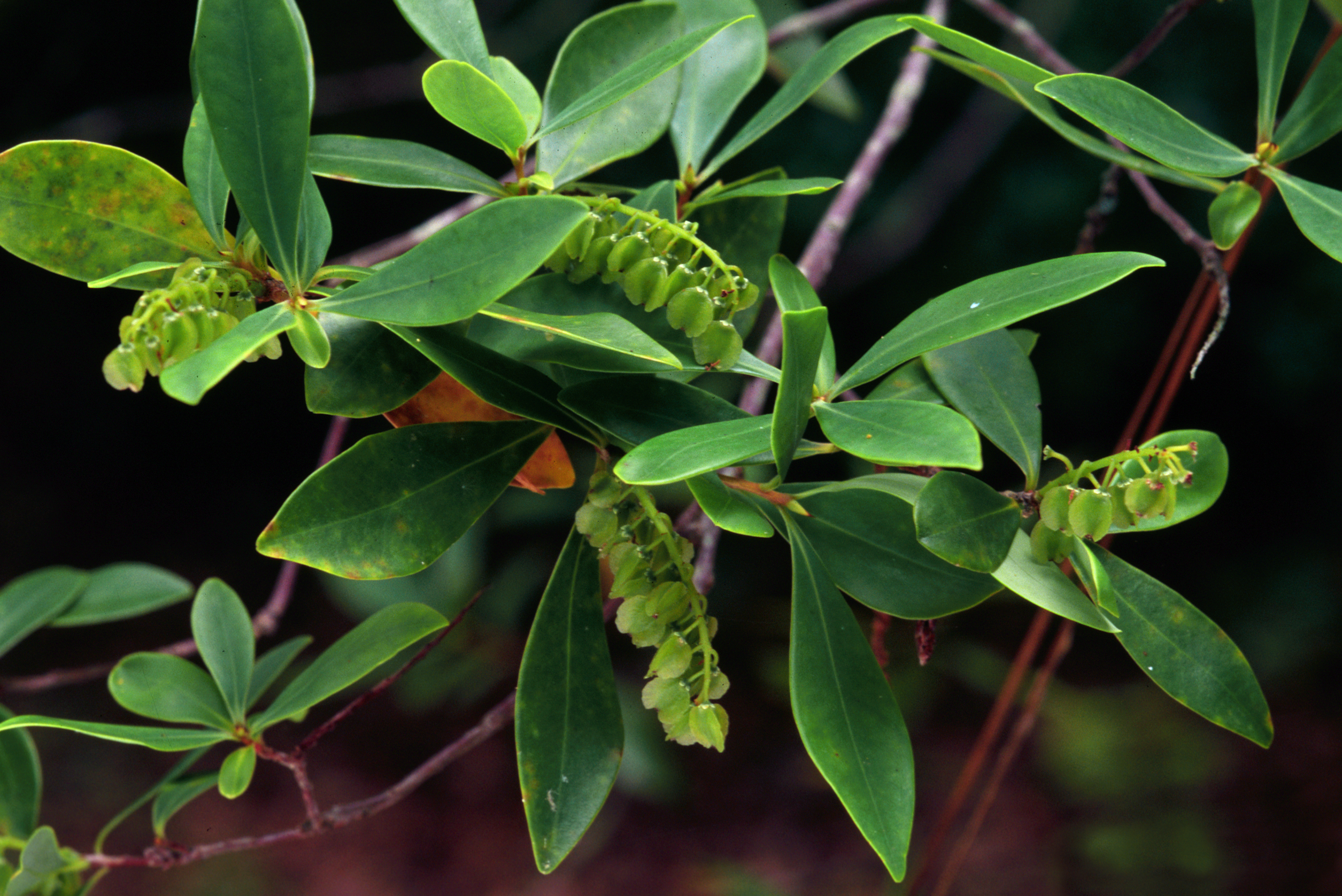